# جک کورتیس (بازیکن فوتبال، زاده ۱۹۹۵)
جک کورتیس (انگلیسی: Jack Curtis؛ زادهٔ ۱۱ سپتامبر ۱۹۹۵) بازیکن فوتبال اهل بریتانیا است.
از باشگاه‌هایی که در آن بازی کرده‌است می‌توان به باشگاه فوتبال تاتنهام هاتسپر و باشگاه فوتبال کولچستر یونایتد اشاره کرد.